# سربتسه (ناحیه پروستییوف)
سربتسه (به چکی: Srbce) یک منطقهٔ مسکونی در جمهوری چک است که در ناحیه پروستییوو واقع شده‌است. سربتسه ۲۶۷ متر بالاتر از سطح دریا واقع شده‌است.